# 堀内健
堀内 健（ほりうち けん、1969年〈昭和44年〉11月28日 - ）は、日本のお笑いタレント、俳優、YouTuber。お笑いトリオ・ネプチューンのボケおよびネタ作成担当。愛称はホリケン、けんさん、健ちゃん。神奈川県横須賀市出身。ワタナベエンターテインメント所属。身長169cm。体重60kg。

## 略歴
横須賀市立船越小学校、横須賀市立田浦中学校（後輩に元『モーニング娘。』の石川梨華がいる）、神奈川県立逗葉高等学校（現・神奈川県立逗子葉山高等学校）卒業後、大学受験に失敗しアルバイト生活となる。中学では野球部、高校では柔道部員。高校時代は小泉今日子の大ファンで、『ザ・ベストテン』の生中継の現場に原付"らん"で駆けつけたことがある。その当時の様子を事細かに覚えており、小泉本人に当時のことを話して驚かせた。また、『笑う犬の冒険』『力の限りゴーゴゴー!!』では堀内発案の企画（「スーパー刈り上げギャル クリコ」「ビューティースチューデント」）で小泉と夢の共演を果たし喜びを露にしていた。その後はとバスのツアーコンダクターに憧れて、東京観光専門学校トラベル科に入学。しかし、2年生の時にツアーコンダクターの仕事が女性限定だったことを知り、再び挫折。卒業後は再びアルバイト生活に入り、数々の仕事をこなす。
1990年、21歳の時に渡辺プロダクション（現・ワタナベエンターテインメント）のオーディションを受けて合格。ピン芸人としての活動を経て、1991年に原田泰造とコンビ「フローレンス」を結成。1993年に元ジュンカッツの名倉潤が加入し、「ネプチューン」を結成。初めは後から名倉が加入することに難色を示していたが、すぐに打ち解け、今やすっかり仲の良いトリオになっている。
『FNS ALLSTARS27時間笑いの夢列島』の番組中、周囲を凍り付かせるようなギャグを言い放ったことが日本プロ野球選手会の怒りを買い、それを受けた日本プロ野球機構から「今後フジテレビでのオールスターゲームの中継から手を引く」と通告されるに至る事態を招くこととなった（その後、2004年に再び中継を再開）。
2004年2月19日に東京共済病院で右高位精巣摘出手術を受け、右の睾丸を摘出した。
2006年10月にヘアーカットを行い、坊主頭となる。カットしたのは堀内の両親。同年12月に後藤ひろひと演出の舞台『みんな昔はリーだった』（パルコ劇場）で、舞台初主演を務める。
2009年5月22日、2008年正月の飲み会で友人の紹介で知り合った17歳年下の一般人女性との婚姻届を提出した。結婚報告会見は『しゃべくり007』収録後のスタジオで行われ、名倉と泰造も出席した。2010年2月15日15時35分、第一子である長女が誕生した。名前は公表していない。
2011年10月22日放送の『IPPONグランプリ』（フジテレビ）にて、優勝を果たす。
2014年、舞台プロジェクト「堀内夜あけの会」を立ち上げ、5月に旗揚げ公演『恐怖 タコ公園のタコ女』を上演。この舞台プロジェクトは、堀内の頭の中に浮かんだ「ものがたり」を、できるかぎり彼のイメージに忠実に、芝居にして上演しようというコンセプトになっているので、出演だけではなく、脚本も堀内自身が担当している。
名倉や泰造はトリオでの番組を持つようになってからはピンでのお笑い番組に出演する機会が少ないが、堀内は出演することが多い。明石家さんま、ダウンタウン、内村光良（ウッチャンナンチャン）、爆笑問題などの先輩芸人の番組には不定期で出演し、ナインティナイン、有吉弘行、くりぃむしちゅーなどの後輩芸人の番組にも多々出演している。

## 人物

### 趣味・嗜好
ヘビースモーカーであり、打ち合わせ中は常に喫煙をしている。禁煙の飲食店でネタ打ちを行う際には、何度も席を立っては店の前でたばこを吸うほどである。酒は飲まない。
らっきょうが嫌い。
自宅では紙の新聞を購読している。

### 特徴
童顔と甲高い笑い声が特徴。なお、泰造が『徹子の部屋』に一人で出演した際、黒柳徹子から「ハンサムな人」と評されている。

### 性格
芸人仲間からは、実生活においてもテレビに出ている時と同様に自由奔放な性格そのままであることが語られている。10年来の友人である土田晃之は「テレビに出演している時と全く一緒」と語り、東野幸治も「永遠の少年」や「ピーターパン」という異名を付けている。
ビビる大木と共に松任谷由実・松任谷正隆夫妻の自宅に呼ばれた際、ソファーで寝てしまうという行動をした。しかし由実はそれを咎めることはせず、正隆は堀内にマッサージをしたという。由実は「生まれ変わったら堀内さんになりたい」と話している。

### 芸風
子供のようにハシャぎながら全身をバタつかせ、脈絡も無い流れで往年のヒット曲の替え歌や有名コマーシャル内のワンフレーズに乗せて一発ギャグを披露する（詳細は#持ちギャグを参照）。ちなみに、堀内自身はこれらのギャグを「おもしろフレーズ」と呼んでいる。特筆すべきは、周囲の空気を引かせてそれを笑いにするのではなく、周囲が引こうが番組進行が止まろうが、全くお構いなしにやりたいネタはやりきるというスタイルである。堀内にとってギャグをすることの目的は、笑いをとることではなく、ギャグを披露すること自体であるとも言える。この点において堀内の行うギャグと世間一般に定義されるギャグ（いわゆる、笑いを誘因するもの）は同一ではなく、堀内のギャグは周囲を笑わせることも周囲から笑われることもない行為を場に提供すること、または堀内自身のギャグを他人に行わせることで、その場にいる周囲の芸人のツッコミなどの対応をさせて笑いを生み出させるという、共演者への無茶振り的な性質に重きが置かれている。
しかし、有田哲平（くりぃむしちゅー）がピンでMCを務めるフジテレビ系列で放送の『全力!脱力タイムズ』ではゲストコメンテーターとして何度か出演したが、番組が仕掛ける突拍子もない演出やハプニング、さらに芸人ゲスト以外の出演者が次々と繰り出す容赦のない無茶ぶりに右往左往する展開に巻き込まれ、本来のお笑いの質とは違う展開に演出に翻弄されてしまい普段見せるような無茶ぶりは空回りしてしまった。他にも2021年6月14日の『ネプリーグ』にゲスト出演した賀喜遥香(乃木坂46)に無茶ぶりを振ったが、これが原因でトラウマになり、2021年7月18日の『乃木坂工事中』で泣き出してしまったのを堀内が知り、自ら単独出演している『ホリケンのみんなともだち』で賀喜にオファーを出したことが明かした。そして2021年12月7日、12月14日、12月21日放送分では賀喜との共演を果たし、仲直りする様子がオンエアされた。
滑舌が悪くフリートークが苦手であるが、ネプチューンの中では『踊る!さんま御殿!!』などのトーク番組に単独で出演することが最も多い。フリートークの場面では、1人で暴走する堀内にツッコみ諌める役割の芸人が配置されることで笑いとしては機能し、そこではじめて堀内の作る笑いが完成する。堀内の単独出演時には、事務所の後輩であるビビる大木が抑え役になるが、結局抑えられないことの方が多い。ツッコミ役の芸人が配置されていないと、堀内のやりたい放題を誰も止められず番組がグダグダになることがよくあり、「ホリケンワールド」と称される。
同じグループである名倉・泰造の近況はもちろん、番組での共演者・ゲストのことを事前に細かくリサーチして番組内でのネタに繋げるなど、笑いに関しては非常にまめで勤勉である。また、ダウンタウンの松本人志や、有吉弘行と同様に、共演の芸能人や一般人に対して珍奇な（しかし的確な）あだ名をつけるセンスに優れている。
明石家さんまは『しゃべくり007』の中で、司会がこなせれば「ポストさんま」もあり得ると評した。松本人志は自身のラジオ番組『放送室』において、「意外に的確にお笑いの分析が出来ている」「酔拳のよう」などと高く評価している。

### 家族・親族
両親はともに教師だった（勤務先が同じ学校だったのが交際のきっかけ）。また、娘が2人いる（2024年8月時点で中学3年生と小学3年生）。
親戚に、従弟で5歳下の俳優堀内英二がいる。『しゃべくり007』（2021年1月11日放送分）で共演した。

## 持ちギャグ
全身を駆使した一発ギャグが主。ダジャレも多い。動きはガニ股、自分の乳首を指で挟むなど、様々で、時に共演者の乳（主にビビる大木）を揉んだりカンチョーするなどして巻き込む。また一部のギャグは名倉・泰造も使用する。
- 空まで飛んでけパラグライダー!   - しゃがんで溜めた後、大の字にジャンプ。また「もっと高いぞディスカバリー!!」へと派生もする
- ジュンジュワ〜 - 名倉潤、失禁、女性器が濡れる様、炭酸の泡を表現など諸説あるが、見た人の判断に任せるというスタンス。「石田純ジュワ〜」などへと派生。ちなみに「ジュンジュワ〜」はのちに泰造も使用することに。
- DOすればいいじゃないか! - ルー大柴の十八番ネタの一つ、「キミたちDOしちゃいなよ〜」が元ネタ
- ポップコーンパーティー! - 左右の手の二本指で乳首を隠すようにして、「パーティー」と同時に指を開いて乳首を見せる動き
- モバイルドットもみもみ
- お口ビズリーチ!
- 手頃でガッチリ乳輪保険!
- シャランラップ!
- 玄関開けたらマサイ族!
- 洋式和式、劇団四ッ季〜!
- ジャングルパニック! - 共演者の背後から股下に手を入れ股間をつかむ[16]。主な犠牲者は名倉潤。両手で2人同時につかむゴーゴージャイアンツ、同じくワンワンパラダイスもある。
- パンパン! パンパース卒業!
- Let'S スパンキング! - 共演者の尻を叩く
- アザラシ! - 人差し指を牙に見立てて
- エイトエイト、フォー! - と叫びながら、高島彩の腕をとって無理やり上に上げる、「NEW Ban 8×4」と「エイエイオー」のパロディ
- 隅田川花火大会! - FNS27時間テレビ (2007年) にて、木村拓哉と香取慎吾にもやらせた。
- 西松屋タイムセール! - FNS27時間テレビ (2012年)で、タモリにやらせた。
- シルク・ドゥ・ソレイユ始まるよ! - FNS27時間テレビ (2019年)で、太田光（爆笑問題）とやらせた。
- サ〜ンバ〜に合わ〜っせて〜っ、お・ど・り・だっす〜♪
- どの鼻見ても〜穴二つ〜
- ドレスの裾を踏まないで!!（複数回繰り返し）
- 痛いの痛いの飛んでけ 自分‼︎
- か〜め〜は〜め〜 ハッハッハ！
- ベネッセ（名倉の股間を触って［英訳単語の発音が似たような］企業名を叫ぶ。結婚会見で披露したギャグ）
- じゃじゃ丸〜!ぴっころ〜!か・た・つっむっり〜♪（影絵のカタツムリを両手で作る）
- 走り出せ〜! 走りだせ〜! お尻出す〜♪（手に持っている銛を尻に突いて）
- OH!ア〜ルデ〜ンテ〜!!、ニッポンの夏、ドーナッツ!!（元ネタは『金鳥の夏・日本の夏』のキャッチコピーで知られる日用品メーカー。直立の状態で両足をO脚にするパターンと「エイッ!」と銛を舞台裏に突き刺して某チェーン店のドーナッツが刺さった状態にしてこのネタを言うパターンの2パターンが存在）

他多数。

## キャラクター

### キヨシ
『ボキャブラ天国』のネタで披露した、錦糸町のホストクラブ「ゴッデス」に在籍するホスト。「ご指名ありがとうございます。キヨシです」と、奇妙な振り付けと共に登場。しかし、名倉潤扮する女性客の目当ては店のメインホストであるアキラ（泰造）であり、キヨシは客に嫌がられる扱いが大半を占めた。このホストクラブの一連のネタでは堀内が「リカ」という女性客を演じるバージョンもあり、彼女のお目当てもアキラであった。

### アナウンサー学校講師
『笑う犬』シリーズ「アナウンサー学校」より。アナウンサーを目指す生徒たちに発声練習を指導する、犬顔の講師。愛猫の「チャトラン」が学校まで付いて来てしまっている模様。生徒に突飛な言葉を復唱させたのち、突然逆ギレを起こしたり一人コントに入り込むなどして、事前に何も聞かされていない生徒役の番組メンバーを困惑と爆笑の渦に巻き込んだ。なお、この講師のキャラ名は苗字が「大場」であること以外は最後まで明かされなかった。また、唱和の言葉では番組スタッフの一人、当時AP（アシスタントプロデューサー）の朝妻一を弄るネタが定番だった。笑う犬終了後は披露する機会はなかったが、『リンカーン』の企画「説教先生」においてこの企画を髣髴させるフレーズを連発し、ダウンタウン以下のリンカーンメンバーを爆笑させた。その後「アナウンサー学校」は2008年9月30日の『笑う犬2008秋』で復活したが、レギュラー放送時APだった朝妻はプロデューサーに昇格しており、やはり弄られた。

### トシ
『笑う犬』シリーズ「トシとサチ 〜梅屋敷の若者のすべて」より。東京・大田区の梅屋敷に在住する、茶髪・ロン毛で作業現場のツナギ服を普段着にしている怠惰な若者。「マジやばくね？」など、若者言葉を有り得ないイントネーションで発する。自販機で買うホットドリンクに熱がる。彼女のサチ（遠山景織子）が、自分の知らないところで本宮先輩（内村光良）と繋がっているのではと疑惑を抱くが、直接二人には問いただせないでいる模様。

### 堀内MICO一番
『おネプ!』の人気コーナー、「祈願成就！出張ネプ投げ」で、露払い役および原田泰造大明神のステディーでもあった巫女。「出ました!」と、巴投げで出た占いの結果（＝一言ネタ）を発表するが、時折女性ギャラリーに抱きついては「MICOフラッシュ!」「けっ、けっ、けっ、結婚して下さい! タイプなんですタイプなんです」などとセクハラをはたらく。

### 細貝数の子
細貝数の子（ほそかいかずのこ）は、堀内扮する細木数子のパロディの占い師。2003年、『笑う犬の太陽』で初登場。好評だったため、その後、細木本人と共演の『ネプリーグ』・『細木数子の人生ダメだし道場』『幸せって何だっけ 〜カズカズの宝話〜』でも登場している。
主に細木や徳光和夫（『幸せって何だっけ』で共演）に対し、「冬にメダカはどうする? 学校へ行くだろ」などと独特の言い回しで人生相談をする。
姉は片岡鶴太郎扮する細貝鶴の子（ほそかい つるのこ）で、2005年4月29日放送の『幸せって何だっけ』（以下同）で登場し、数の子に逆ダメ出しをしていた。
いとこはカンニング竹山扮する細貝竹の子（ほそかい たけのこ）。2005年6月3日放送分でダメだしならぬ「逆ギレ」していた。
はとこは長井秀和扮する細貝秀の子（ほそかい ひでのこ）。2005年7月8日放送分で初登場。細木がいつもいいタイミングで「間違いない!」と言っていたため長井は困っていた。
又従姉妹はモト冬樹扮する細貝すのこ。2005年10月28日放送分で登場。
他にも原口あきまさ扮する細貝あき子などもいる。2006年4月14日放送分で登場。

### 秋葉カンペー
秋葉原系のオタク青年。宅八郎をモデルとしている。アイドルのラジオ公開番組や公演サイン会などで・ギャラリー・ファンの中に紛れ、「緊張して上手く喋れないであろうアイドルたちをカンペでフォローする」という名目で現れるが、そのカンペの内容は、司会者（秋葉とグル）の質問に対する無茶な回答だったり、タマなどの2段構えのイラストだったりで、アイドルたちはフォローしてもらうどころか笑いを堪えるのに必死であった。深夜時代の『ネプリーグ』で初登場。のちに『電車男』や『翼の折れた天使たち』にゲスト出演を果たした。
※過去のネタを一冊にまとめた『秋葉カンペーのアキバボ〜ン!!』（宝島社・ISBN 4796637141）も出版されている。

### ドリームボンバーKEN
2004年10月の『笑いの金メダル』にて、高校生の素人ピン芸人「ドリームボンバーKEN」という設定でネタを披露した。素人ならではの空気を無視した毒舌が特徴。最後に体を「大」の字にしながらジャンプし「ドリームボンバー！」（「ボ」の部分にアクセントがある）と叫んでしめる。2005年、正月にフジテレビジョンで放送されたネプチューン・爆笑問題の特番『爆ネプ!』や2005年8月に『登龍門F』などにも登場した。

### ガラパゴスペンギンまもる
元々フローレンス時代からのネタ。片手を鳥のくちばしに見立て「ガーッ! ガーッ! 10円頂戴」というブリッジがある一言ネタ漫談。テレビ初登場は『ボキャブラ天国』だが、その前には放送禁止ネタというレッテルが貼られていた。その後は『笑う犬』や2007年11月に『とんねるずのみなさんのおかげでした』「ノリタの神様」にも登場。

## 出演番組
ネプチューンとしての出演は、ネプチューンの項目を参照。

### バラエティ
レギュラー
- ホリケンのみんなともだち（テレビ朝日、2021年10月6日 - ）-「ガリベンチャーV」枠・月1で放送。
- ココホリケンケン（テレビ神奈川、2025年4月4日 - ）

不定期
- IPPONグランプリ（フジテレビ、2010年3月31日 - ） - 通算20大会出場・優勝4回（第6回、第9回、第18回、第21回）
- さんまのお笑い向上委員会（フジテレビ、2015年4月18日 - ）
- 有吉の壁（日本テレビ、2021年12月1日 - ）
- クイズ・ドレミファドン!（フジテレビ、2023年7月6日 - ）- MC

放送終了
- プンスカプン（フジテレビ）
- ホリケンのキッズ・ザ・パンチ（TBS）
- 笑いの金メダル（ABC）
- ファイテンション☆デパート（テレビ東京）
- ファイテンション☆スクール（テレビ東京）
- ホリペイ（BSジャパン）
- アリケン（テレビ東京）
- アリなし〜アリケン★ゴールデンスタジアム〜（テレビ東京）
- リンカーン（TBS）
- とんねるずのみなさんのおかげでした（フジテレビ）
- TOKYOヒットガール（2011年10月 - 2012年9月、日本テレビ）
- 東京エトワール音楽院（2012年10月 - 2013年9月、日本テレビ）
- バリすご8（テレビ西日本）
- ホリケンふれあい旅 にんげんっていいな（テレビ朝日）
- かがやけ！ミラクルボーイズ（テレビ神奈川、2023年4月19日 - 5月3日）

他、バラエティ・トーク番組などに単独出演。いずれの番組でも、ネプチューンとしての番組出演では少なくなった堀内の芸人としての本領を発揮している（ネプチューンとしての出演はネプチューンを参照のこと）。

### テレビドラマ
- 平成夫婦茶碗〜ドケチの花道〜（2000年1月、日本テレビ） - 淀川明　役
- ぼくが地球を救う（2002年7月 - 9月、TBS） - 桜新町弘 役
- 高原へいらっしゃい（2003年7月 - 9月、TBS）
- ワンダフルライフ（2004年4月 - 6月、フジテレビ）
- 恋のから騒ぎ 〜Love Stories〜「海に落とされた女」（2004年9月25日、日本テレビ）
- THE WAVE!（2005年7月23日・24日、フジテレビ） - 永田俊二 役
- 日本史サスペンス劇場（2008年8月13日、日本テレビ）
- 恋のから騒ぎ 〜Love Stories V〜「金星から来た女」（2008年10月10日、日本テレビ）
- ザ・クイズショウ 第6話（2009年5月23日、日本テレビ） - 桂木誠 役
- 左目探偵EYE （2009年10月3日、日本テレビ）
- ボクの妻と結婚してください。 第4話（2015年5月31日、NHK・BSプレミアム） - 堀内 役[17]
- 天才バカボン3（2018年5月4日、日本テレビ）
- 病室で念仏を唱えないでください（2020年1月17日 - 3月20日、TBS） - 藍田一平 役[18]
- ノンレムの窓 2023・冬 第3話「デスゲーム」（2023年12月25日、日本テレビ） - 佐世保 役[19]

### 映画
- 劇場版 仮面ライダーキバ 魔界城の王（2008年） - 杉村隆 役

### テレビアニメ
- ルパン三世 炎の記憶～TOKYO CRISIS～(1998年) - 飛行機の添乗員　役　※ノンクレジット

### ラジオ
- 堀内健とビビる大木のallnightnippon SUPER FRIDAY!→堀内健とビビる大木のオールナイトニッポン（ニッポン放送、2002年10月-2004年3月）
- 堀内健と出川哲朗のオールナイトニッポン（ニッポン放送、2015年6月19日）
- 堀内健と出川哲朗の夜・生!（ニッポン放送、2016年3月20日・2017年4月16日）

### ウェブテレビ
- 堀内健のテレビを観るTV（2018年10月7日、AbemaTV）[20]
- 最強新コンビ決定戦 THE ゴールデンコンビ（2024年10月31日、Amazonプライム・ビデオ）[21]

### CM
- 森永製菓「チョコボール」（2003年 - 2004年）
- ホリデー車検（2009年12月-2011年5月）

### 舞台
- 『芸人交換日記』〜リーディングシアター〜（2013年2月9日、草月ホール）
- 堀内夜あけの会
  - 第一回『恐怖 タコ公園のタコ女』（2014年5月、本多劇場）[7]
  - 第二回『オマエは渋谷の夜回りおじさんじゃない!!』（2015年8月、本多劇場）[7]
  - 第三回『なりたい自分にな〜れ！』(2016)
  - 第四回『未来のファンタジー』(2017)
  - ホリケン演劇の会第五回『ラヴ戦争』(2018)

## 著書
- 堀内健康白書（2003年1月、角川書店）ISBN 978-4048535854

## CD
- ホリケンサイズII/お兄やん、お姉やん&たかみー（2003年3月12日）